# Malcolm McDowell
Pour les articles homonymes, voir McDowell et Taylor.
Malcolm McDowell est un acteur britannique, né le 13 juin 1943 à Leeds, dans le Yorkshire (Royaume-Uni).
En 1968, Lindsay Anderson lui offre le premier rôle de Mick Travis (en) dans If...., film récompensé de la Palme d'or à Cannes l’année suivante. Jouant avec Robert Shaw en 1970 dans Deux Hommes en fuite, il joue l'année d'après le rôle emblématique de sa carrière, celui d'Alex DeLarge, personnage principal d'Orange mécanique, de Stanley Kubrick. Il reprend également le personnage de Mick Travis dans les deux suites, Le Meilleur des mondes possible en 1973, et Britannia Hospital en 1982, toujours sous la direction de Lindsay Anderson. En parallèle, il joue dans de nombreux films comme C'était demain où il incarne H.G. Wells ou encore La Féline avec Nastassja Kinski.
Par la suite, il peine à retrouver un rôle majeur au cinéma, il tourne malgré tout dans des productions diverses, parmi lesquelles Star Trek : Générations (1994), Halloween (2007), Halloween 2 (2009), ou encore The Artist (2011). Il arrive à trouver un second souffle par le biais de la télévision, apparaissant notamment dans la série Entourage (2005-2011), les coproductions internationales Guerre et Paix (2007) et Coco Chanel (2008), ainsi que dans les séries Mentalist (2010-2013), Franklin and Bash (2011-2014) et Mozart in the Jungle (2014-2018). Il met également à profit sa voix pour interpréter divers personnages : Metallo dans le DC Animated Universe (1996-2005), le président John Henry Eden dans le jeu vidéo Fallout 3 (2008), Dédale dans le jeu vidéo God of War III (2010), le ministre Hydan dans Star Wars Rebels (2018), ou encore Varney dans Castlevania (2021).

## Biographie

### Jeunesse
Malcolm McDowell naît sous le nom de « Malcolm John Taylor » à Horsforth, dans la banlieue de Leeds. Il est le fils d'Edna Taylor née McDowell, hôtelière, et de Charles Taylor, un aviateur de la Royal Air Force (RAF) membre d’équipage de bombardiers attaquant l’Allemagne nazie. Son père quitte la RAF et devient tenancier de pub. Son père sombre dans l’alcoolisme et ses parents se séparent rapidement. Il grandit à Bridlington, dans le Yorkshire, puis déménage à Liverpool où il est fan des Reds du Liverpool FC qu'il supporte dans le kop.
Les conditions dans lesquelles il prend légalement le nom de sa mère ne sont pas précisées.
Sa formation de comédien se fait à la London Academy of Music and Dramatic Art.

### Carrière
Dans son premier film, Pas de larmes pour Joy, les deux minutes où il apparaît ne sont pas retenues au montage final. Lindsay Anderson le remarque lors d'un casting et lui propose le rôle de Mick Travis (en), un des rôles principaux du film If.... qui obtient la Palme d'or au Festival de Cannes 1969,.

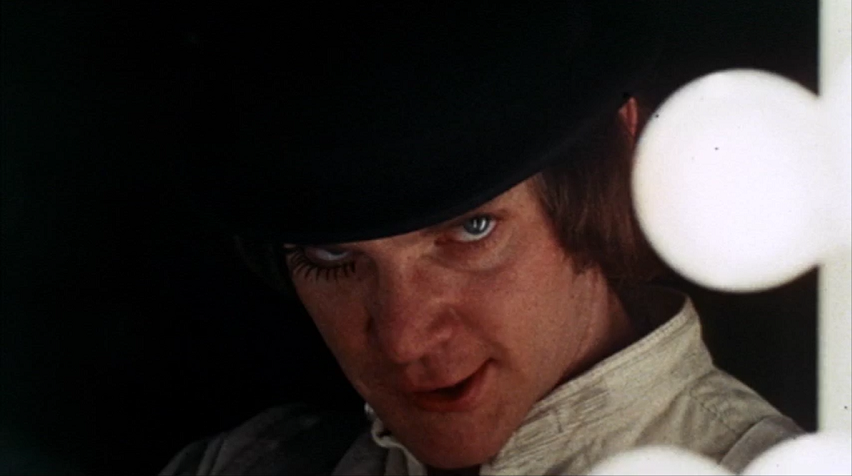
Malcolm McDowell dans Orange mécanique (1971).

C'est en voyant ce film que Stanley Kubrick pense à lui donner le rôle principal de son long-métrage Orange mécanique, qui lui vaudra une nomination au Golden Globe du meilleur acteur dans un film dramatique.
Sa capacité à jouer des personnages inquiétants lui vaut d'incarner le terrible empereur Caligula dans le film du même nom de Tinto Brass en 1979.
Il tourne ensuite encore avec Lindsay Anderson dans les suites de If...., Le Meilleur des mondes possible en 1973 et Britannia Hospital en 1982.
Il joue H. G. Wells dans le film de science-fiction C'était demain, sorti en 1979.

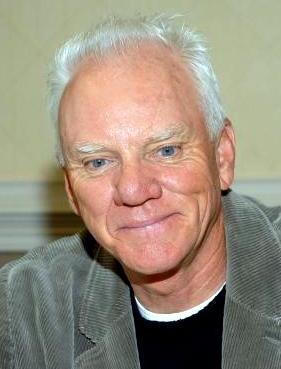
Malcolm McDowell en 2008.

En 1994, il interprète le Dr Tolian Soran dans le film Star Trek : Générations, septième volet cinématographique de la franchise de science fiction Star Trek. Il reprend le rôle en 1997 dans le jeu vidéo Star Trek Generations
De 1996 à 1999, il prête sa voix au super-vilain de DC Comics, Metallo dans la série Superman de 1996, deuxième série du DC Animated Universe. Il reprend le rôle en 2002 dans le jeu vidéo Superman: Shadow of Apokolips, ainsi qu'en 2005 dans un épisode de la série Justice League. 
Il prête sa voix à Pelys dans le jeu vidéo Champions of Norrath.
Pour le remake du film culte de John Carpenter Halloween, il incarne le docteur Loomis dans les films Halloween (2007) et Halloween 2 (2009).
En 2008, il prête sa voix au président de l'Enclave, John Henry Eden, dans le jeu Fallout 3, troisième volet de la franchise Fallout et premier développé  par le studio Bethesda Softworks.
Il prête sa voix à Dédale dans le jeu vidéo God of War III sorti en 2010. De 2010 à 2013, il joue Bret Stiles, le gourou d'une secte, dans cinq épisodes de la série Mentalist,.
En 2011, il prête sa voix à Jorhan B. Stahl dans le troisième volet de la série de jeux de tir à la première personne Killzone.
En 2014, il prête sa voix à  Molag Bal dans le jeu de rôle en ligne massivement multijoueur Elder Scrolls Online.
En 2019, il incarne l'homme d'affaires Rupert Murdoch dans le film Scandale centré sur les accusations de harcèlement sexuel envers le PDG de Fox News, Roger Ailes.
En 2020, il côtoie Ron Perlman et Vinnie Jones dans le film The Big Ugly.

### Vie privée
Depuis novembre 1991, il est l'époux de Kelley Kuhr, née en 1967, avec laquelle il est père de trois enfants.
Il est l'oncle d'Alexander Siddig.
Malcolm McDowell vit actuellement à Ojai en Californie.

## Filmographie

### Cinéma

#### Années 1960
- 1967 : Pas de larmes pour Joy (Poor Cow) de Ken Loach : Billy (scènes supprimées)
- 1968 : If.... de Lindsay Anderson : Mick Travis

#### Années 1970
- 1970 : Deux Hommes en fuite (Figures in a Landscape) de Joseph Losey : Ansell
- 1971 : The Raging Moon de Bryan Forbes : Bruce Pitchard
- 1971 : Orange mécanique (A Clockwork Orange) de Stanley Kubrick : Alex DeLarge
- 1973 : Le Meilleur des mondes possible (O Lucky Man!) de Lindsay Anderson : Michael Arnold Travis / le voleur de la plantation
- 1975 : Le Froussard héroïque (Royal Flash) de Richard Lester : le capitaine Harry Flashman
- 1976 : Le Tigre du ciel (Aces High) de Jack Gold : le major John Gresham
- 1976 : Le Voyage des damnés (Voyage of the Damned) de Stuart Rosenberg : Max Gunter
- 1979 : C'était demain (Time After Time) de Nicholas Meyer : H. G. Wells
- 1979 : Passeur d'hommes (The Passage) de Jack Lee Thompson : le capitaine von Berkow
- 1979 : Caligula (Caligola) de Tinto Brass : l'empereur Caligula

#### Années 1980
- 1982 : La Féline (Cat People) de Paul Schrader : Paul Gallier
- 1982 : Britannia Hospital de Lindsay Anderson : Mick Travis
- 1983 : Get Crazy (Flip Out) de Allan Arkush : Reggie Wanker
- 1983 : Tonnerre de feu (Blue Thunder) de John Badham : le colonel F.E. Cochrane
- 1983 : Marjorie (Cross Creek) de Martin Ritt : Max Perkins
- 1986 : The Caller (en) d'Arthur Allan Seidelman : le visiteur
- 1987 : Buy & Cell (en) de Robert Boris (en) : Warden Tennant
- 1988 : Meurtre à Hollywood (Sunset) de Blake Edwards : Alfie Alperin
- 1989 : Mortacci de Sergio Citti : Edmondo
- 1989 : Il maestro de Marion Hänsel : Walter Goldberg

#### Années 1990
- 1990 : Moon 44 de Roland Emmerich : le major Lee
- 1990 : Maggio musicale de Ugo Gregoretti : Pier Francesco Ferraioli
- 1990 : Schweitzer ou Médecin de l'Impossible (The Light in the Jungle) de Gray Hofmeyer : Albert Schweitzer
- 1990 : La Vengeance de Jezebel (Jezebel's Kiss) de Harvey Keith : Benjamin J. Faberson
- 1990 : Delirium (Disturbed) de Charles Winkler : le Dr Derrick Russell
- 1990 : Class of 1999 de Mark L. Lester : le Dr Miles Longford
- 1991 : Venins ou La Part du serpent en Suisse (In the Eye of the Snake) de Max Reid : le professeur Baldwin
- 1991 : L'Assassin du tsar (Tsareubiytsa) de Karen Chakhnazarov : Timofeyev / Iakov Iourovski
- 1992 : Chain of Desire de Temístocles López : Hubert Bailey
- 1992 : The Player de Robert Altman : lui-même
- 1993 : Vent d’est de Robert Enrico : le général Boris Smyslovski
- 1993 : Night Train to Venice (en) de Carlo U. Quinterio : Stranger
- 1993 : Bopha ! (Bopha!) de Morgan Freeman : De Villiers
- 1994 : Star Trek : Générations (Star Trek: Generations) de David Carson : le Dr Tolian Soran
- 1994 : La Surprise (Milk Money) de Richard Benjamin : Waltzer
- 1995 : Cyborg 3: The Recycler (en) de Michael Schroeder : Lord Talon
- 1995 : Tank Girl de Rachel Talalay : Kesslee
- 1995 : Terror Clinic (Exquisite Tenderness) de Carl Schenkel : le Dr Stein
- 1995 : North Star : La Légende de Ken le Survivant (Fist of the North Star) de Tony Randel : Ryūken
- 1995 : Kids of the Round Table (en) de Robert Tinnell (en) : Merlin
- 1997 : Chaude journée à L.A. (Hugo Pool) de Robert Downey Sr. : Henry Dugay
- 1997 : Mr. Magoo de Stanley Tong : Austin Cloquet
- 1997 : Enquête en enfer (it) (Asylum) de James Seale (en) : Sullivan Rane / Doc
- 1998 : Fatal Pursuit d'Eric Louzil (en) : Bechtel
- 1998 : Le Royaume des fées (Beings) de Paul Matthews : Ian

#### Années 2000
- 2000 : Gangster No. 1 de Paul McGuigan : le gangster à 55 ans
- 2001 : Les Visiteurs en Amérique (Just Visiting) de Jean-Marie Poiré (sous le pseudonyme de Jean-Marie Gaubert) : le mage
- 2001 : The Barber (en) de Michael Bafaro : Dexter Miles
- 2002 : Between Strangers d'Edoardo Ponti : Alan Baxter
- 2002 : Espion et demi (I Spy) de Betty Thomas : Arnold Gundars
- 2003 : Tempo (en) d'Eric Styles : Walter Shrenger
- 2003 : Company (The Company) de Robert Altman : Alberto Antonelli
- 2003 : Red Roses and Petrol (en) de Tamar Simon Hoffs : Enda Doyle
- 2003 : Seule la mort peut m'arrêter (I'll Sleep When I'm Dead) de Mike Hodges : Boad
- 2003 : La Maison de l'étrange (Inhabited) de Kelly Sandefur : le Dr Werner
- 2004 : Pacte avec le Diable (Pact with the Devil) d'Allan A. Goldstein : Henry Wooten
- 2004 : Hidalgo de Joe Johnston : le major Davenport (non crédité)
- 2004 : Evilenko de David Grieco : Andrej Romanovic Evilenko
- 2004 : Bobby Jones, naissance d'une légende (Bobby Jones: Stroke of Genius) de Rowdy Herrington : O.B. Keeler
- 2005 : En bonne compagnie (In Good Company) de Paul Weitz : Teddy K
- 2005 : Dinotopia : À la recherche de la roche solaire (Dinotopia: Quest for the Ruby Sunstone) de Davis Doi : Ogthar (voix)
- 2005 : Pinocchio le robot (Pinocchio 3000) de Daniel Robichaud : Scamboli (voix)
- 2007 : Halloween de Rob Zombie : le Dr Samuel Loomis
- 2007 : The List de Gary Wheeler (en) : Desmond Larochette
- 2008 : Doomsday de Neil Marshall : le Dr Marcus Kane
- 2009 : Halloween 2 de Rob Zombie : le Dr Samuel Loomis
- 2009 : Suck de Rob Stefaniuk (en) : Eddie Van Helsing
- 2009 : Volt, star malgré lui (Bolt) de Chris Williams et Byron Howard : le Dr Calico (voix)

#### Années 2010
- 2010 : Easy Girl (Easy A) de Will Gluck : le proviseur Gibbons
- 2010 : Le Livre d'Eli (The Book of Eli) d'Albert et Allen Hughes : Lombardi
- 2010 : Étudiantes exemplaires (Pound of Flesh) de Tamar Simon Hoffs : le professeur Noah Melville
- 2010 : Golf in the Kingdom (en) de Susan Streitfeld : Julian Lange
- 2011 : Suing the Devil de Tim Chey (en) : Satan
- 2011 : The Artist de Michel Hazanavicius : le figurant à qui Peppy montre sa photo à la une du journal
- 2011 : L.A., I Hate You d'Yvan Gauthier : Harold Weintraub
- 2012 : Silent Hill: Revelation 3D de Michael J. Bassett : Léonard Wolf
- 2012 : A Green Story (en) de Nick Agiashvili : Barton
- 2012 : Vamps d'Amy Heckerling : Vlad
- 2012 : Silent Night de Steven C. Miller : le shérif James Cooper
- 2012 : Antiviral de Brandon Cronenberg : le Dr Abendroth
- 2013 : Sanitarium de Bryan Ortiz, Bryan Ramirez et Kerry Valderrama : le Dr Henry Stenson
- 2013 : L'Employeur (en) (The Employer) de Frank Merle : l'employeur
- 2013 : Richard the Lionheart (en) de Stefano Milla : le roi Henri II
- 2013 : Zombex de Jesse Dayton (en) : le Dr Soulis
- 2014 : Mischief Night (en) de Travis Baker : M. Smiles
- 2014 : Free Fall (en) de Malek Akkad : Thaddeus Gault
- 2014 : Teach Me Love (Some Kind of Beautiful) de Tom Vaughan : Gordon
- 2014 : Tbilisi, I Love You : Mr. M
- 2015 : Kids vs Monsters (en) de Sultan Saeed Al Darmaki : Boss Monster
- 2015 : L'Âme d'un espion (Dusha shpiona) de Vladimir Bortko : Henry
- 2016 : 31 de Rob Zombie : le père Murder
- 2017 : La Course à la mort de l'an 2050 (Death Race 2050) de G.J. Echternkamp : le président des États-Unis
- 2017 : Walk of Fame (en) de Jesse Thomas : Evan Polus
- 2017 : Grow House (en) de DJ Pooh (en) : le Dr Doobie
- 2017 : American Satan d'Ash Avildsen (en) et Marty Beckerman (en) : M. Capricorn
- 2019 : Scandale (Bombshell)  de Jay Roach : Rupert Murdoch

#### Années 2020
- 2020 : The Big Ugly de Scott Wiper : Harris
- 2020 : Timecrafters : The Treasure of Pirate's Cove de Rick Spalla : Capitaine Lynch
- 2021 : Just Noise de Davide Ferrario : Colonel Saville
- 2022 : Père Stu : un héros pas comme les autres (Father Stu) de Rosalind Ross : Monseigneur Kelly
- 2022 : She Will de Charlotte Colbert : Hathbourne
- 2022 : Moving On de Paul Weitz : Howard

### Télévision

#### Téléfilms
- 1980 : Look Back in Anger de Lindsay Anderson et David Hugh Jones
- 1985 : Goulag (Gulag) de Roger Young : l'Anglais
- 1994 : Seasons of the Heart de Lee Grant : Alfred McGuinness
- 1994 : The Second Greatest Story Ever Told de Ralph Glenn Howard : ange Gabriel
- 1995 : L'Homme qui refusait de mourir (The Man Who Wouldn't Die) de Bill Condon : Bernard Drake / Ian Morrissey
- 1996 : Les visiteurs du futur (Yesterday's Target) de Barry Samson : Holden
- 1996 : Les cavaliers de la liberté (The Little Riders) de Kevin Connor : Capt. Kessel
- 2002 : Firestarter : sous l'emprise du feu (Firestarter 2: Rekindled) de Robert Iscove : John Rainbird
- 2006 : La Malédiction du pharaon (The Curse of King Tut's Tomb) de Russell Mulcahy : Nathan Cairns
- 2008 : Coco Chanel : Marc Bouchier
- 2012 : Maman, la maison est hantée ! (Home Alone : The Holiday Heist) de Peter Hewitt : Sinclair
- 2012 : Le Projet Philadelphia, l'expérience interdite (The Philadelphia Experiment) de Paul Ziller : Morton Salinger

#### Séries télévisées
- 1964 : Crossroads : Crispin Ryder
- 1966 : Knock on Any Door : un homme
- 1967 : Emergency-Ward 10 : Potholer #1
- 1967 : St. Ives : 2nd Youth
- 1967 : Z Cars : Cod Finch
- 1967 : Love Story : Jed
- 1967 : Boy Meets Girl : Martin
- 1967 : Dixon of Dock Green : Ronnie Patterson
- 1967 : Sat'day While Sunday : Frankie
- 1967 : The Newcomers : un homme
- 1969 : The Wednesday Play : Happy
- 1976 : Great Performances : Bill
- 1978 : BBC2 Play of the Week : Richard Chandos
- 1983 : Faerie Tale Theatre  : Reginald Von Lupin / The Wolf
- 1985 : Arthur the King de Clive Donner : le roi Arthur
- 1986 : Monte Carlo de Anthony Page : Christopher Quinn
- 1991 : Les Contes de la crypte (Tales from the Crypt) (1 épisode : saison 3 épisode 7)
- 1994 : Frasier : Dr Bruga
- 1996 : Déclic charnel (Ringer) de Carlo Gustaff : Noel
- 1996 : The Great War and the Shaping of the 20th Century : tsar Nicolas II / Charles Stockwell / Stephen Graham
- 1996 : Our Friends in the North : Benny Barrett
- 1996 : Les Motards de l'espace (Biker Mice from Mars) : Dominic T. Stilton
- 1996 : Superman: The Last Son of Krypton : John Corben
- 1997 : Adventures from the Book of Virtues : God Indra
- 1997 : Captain Simian & The Space Monkeys : Rhesus 2
- 1997 : Lexx : Yottskry
- 1997 : Pearl : professeur Stephen Pynchon
- 1997 : Le Bus magique (The Magic School Bus) : Mr. McClean
- 2001 : Le Royaume des voleurs (Princess of Thieves) de Peter Hewitt : le shérif de Nottingham
- 2001 : Les Nuits de l'étrange : Martin (Episode 25)
- 2006 : New York, section criminelle : (série télévisée) Saison 5, épisode 13 : Jonas Slaughter
- 2006 : Entourage : Terrance McQuewick
- 2006 : Monk (série télévisée) Saison 4 - épisode 10 Monk fait la mode : Julian Hodge
- 2007 : Heroes : Mr. Linderman
- 2007 : Guerre et Paix (War and Peace) de Robert Dornhelm : prince Bolkonsky (mini série)
- 2007 : Masters of Science Fiction  : Tibor Cargrew
- 2010-2012 : Les Experts : Miami : Me Darren Vogel (3 épisodes)
- 2010 - 2013 : Mentalist (The Mentalist) de Bruno Heller : Bret Stiles
- 2011 : Psych : Enquêteur malgré lui : le diplomate britannique (saison 6, épisode 1)
- 2011-2014 : Franklin and Bash : Stanton Infeld (40 épisodes)
- 2012 : Home Alone: The Holiday Heist de Peter Hewitt : Sinclair
- 2013 : Community : professeur Cornwallis (saison 4, épisodes 4 et 10)
- 2014-2018 : Mozart in the Jungle : Maestro Thomas Pembridge (34 épisodes)
- 2020 : Truth Seekers : Richard (8 épisodes)
- 2021 : Gossip Girl : Roger Menzies
- depuis 2022 : Son of a Critch (en) : Pop (13 épisodes - en cours)

#### Séries d'animation
- 1994 : Aladdin : Shaman
- 1995 : Capitaine Planète (Captain Planet and the Planeteers) : Zarm
- 1995 : Batman (Batman: The Animated Series) : Arkady Duvall (saison 4, épisode 2 - Showdown)
- 1996 : Wing Commander Academy : commodore Geoffrey Tolwyn
- 1996-1999 Superman, l'Ange de Metropolis (Superman: The Animated Series) : Metallo (6 épisodes)
- 1996 : Spider-Man, l'homme-araignée (Spider-Man) : Whistler
- 1999 : Embrouilles dans la galaxie (Can of Worms) de Paul Schneider : Barnabus
- 2000 : South Park : lui-même (Pip, saison 4, épisode 14)
- 2003-2004 : Teen Titans : Mad Mod (2 épisodes)
- 2005 : Justice League : Metallo (saison 3, épisode 3 - Chaos at the Earth's Core)
- 2010 : Tom et Jerry : Élementaire, mon cher Jerry (Tom and Jerry Meet Sherlock Holmes) : James Moriarty
- 2015 : Scooby-Doo! et le monstre de l'espace (Scooby-Doo! Moon Monster Madness) : Sly Baron
- 2018 : Star Wars Rebels : le ministre Hydan (saison 4, épisodes 12 et 13)
- 2021 : Castlevania : Varney (saison 4, 10 épisodes)
- 2020 : Scooby-Doo et Compagnie (Scooby-Doo and Guess Who?) : lui-même (saison 1, épisode 23)
- 2020 : Teen Titans Go! : Baxtory (saison 6, épisode 18 - The Night Begins to Shine - Chapter One: Mission to Find the Lost Stems)

### Jeux vidéo
- 1994 : Wing Commander III : Cœur de tigre : Admiral Geoffrey Tolwyn
- 1995 : Wing Commander IV : Le Prix de la liberté : Admiral Geoffrey Tolwyn
- 1996 : Mummy: Tomb of the Pharaoh : Stuart Davenport
- 2008 : Fallout 3 : John Henry Eden, intelligence artificielle présidant l'Enclave
- 2009 : WET : Rupert Pelham
- 2009 : Alerte Rouge 3 : La Révolte : Rupert Thornley, président de l'Union européenne
- 2010 : God of War III : Dédale
- 2011 : Killzone 3 : Jorhan Stahl (voix et capture de mouvement)
- 2014 : Elder Scrolls Online : Molag Bal
- 2016 : Call of Duty : Black Ops 3 : Dr Monty  (mode zombie)

### Documentaires
- 1984 : The Compleat Beatles (en) de Patrick Montgomery (en) : le narrateur
- 2000 : Stanley Kubrick : Une vie en image (Stanley Kubrick: A Life in Pictures) de Jan Harlan : lui-même

### Clip
- 2010 : Snuff, de Slipknot.

## Voix francophones
En version française, Bernard Murat est sa première voix régulière, le doublant entre 1970 et 1982 dans Deux hommes en fuite, Le Tigre du ciel, Caligula, C'était demain et Britannia Hospital. Aux alentours de cette période, il est notamment doublé par Philippe Ogouz dans Le Froussard héroïque, Passeur d'hommes, La Féline, par Dominique Collignon-Maurin dans  If.... et Le Voyage des damnés, ou encore par Jean Fontaine dans Orange mécanique et Le Meilleur des mondes possible.
Le doublant en 1983 dans Tonnerre de feu, Jean-Pierre Leroux devient au cours des années 1990 sa voix la plus régulière. Il le retrouve ainsi dans plus d'une vingtaine d'œuvres, dont Terror Clinic, Chaude journée à L.A., Espion et demi, Dorian : Pacte avec le Diable, Bobby Jones, naissance d'une légende, Entourage, Halloween, Heroes, Easy Girl, Le Livre d'Eli, Mentalist, Scandale ou encore Father Stu. Il est également doublé par Jean-Luc Kayser entre 1988 et 1998 dans Meurtre à Hollywood, Le Royaume des voleurs et Le Royaume des fées ainsi que par Patrick Poivey entre 1986 et 2003 dans Monte Carlo, Tempo et La Maison de l'Étrange.
Du début des années 1990, au début des années 2000, il est également doublé par Daniel Gall dans Moon 44, Jacques Ferrière dans Venins, Jacques Brunet dans Bopha !, Alain Choquet dans Star Trek : Générations, Philippe Dumond dans Chain of Desire, Gérard Rinaldi dans Gangster No. 1, Bernard Tiphaine dans Les Nuits de l'étrange, Rémy Darcy dans Les Visiteurs en Amérique, Jean-Pierre Moulin dans Firestarter : Sous l'emprise du feu, Michel Paulin dans En bonne compagnie ou encore Marc Cassot dans  Hidalgo et South Park. Philippe Ogouz le retrouve dans Les Contes de la crypte.
À partir du milieu des années 2000, il est notamment doublé par Féodor Atkine dans Guerre et Paix et Coco Chanel ainsi que par Jean Barney dans Monk, Antoine Tomé dans The List ou encore Bernard Métraux dans Doomsday. Par la suite, il est doublé à trois reprises par Philippe Résimont dans les séries Franklin and Bash, Mozart in the Jungle et Truth Seekers. À titre exceptionnel, Philippe Ariotti lui prête sa voix dans Psych : Enquêteur malgré lui tout comme Achille Orsoni dans Teach Me Love et Guy Pion dans Maman, la maison est hantée !. Philippe Dumond le retrouve en 2012 dans Le Projet Philadelphia, l'expérience interdite.
En version québécoise, il est notamment doublé par Vincent Davy dans Tout pour un A, Les Apprentis-Chevaliers, Le Petit Monde de Fraser, Le Livre d'Élie et La Liste.
Il est également doublé par Mario Desmarais dans Halloween, sa suite, Mr. Magoo et Le Barbier ainsi qu'à trois reprises par Guy Nadon dans Seule la mort peut m'arrêter, Rockeurs dans le sang et Tank Girl. Enfin, il est doublé à titre exceptionnel par Pierre Auger dans Star Trek : Générations, Hubert Fielden dans Hidalgo et Jean-François Blanchard dans 31.